# Ninni Bruschetta

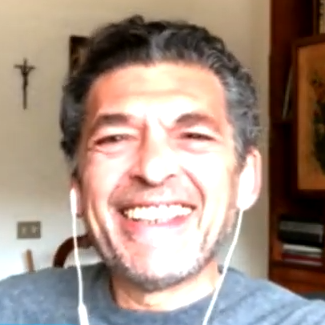
Ninni Bruschetta (2021)

Ninni Bruschetta (eigentlich Antonio Bruschetta, * 6. Januar 1962 in Messina) ist ein italienischer Schauspieler, Theaterregisseur und Drehbuchautor.

## Leben
Bruschetta gründete mit Maurizio Puglisi 1983 die Theatergesellschaft Nutrimenti Terrestri, bei der er nicht nur spielte, sondern auch oftmals Regie führte. Neben Klassikern werden dort auch Stücke mit sozialer Thematik aufgeführt. 1987 schrieb er für Francesco Calogero ein Drehbuch, bei dessen Verfilmung er mitwirkte, was er in der Folge auch des Öfteren für andere Spielfilme tat. Später trat er auch in Fernsehserien auf, sodass seine Werkliste bis 2010 etwa fünfzig Auftritte umfasst. 1989 führte er Koregie bei Visioni privati, zu dem er ebenfalls das Drehbuch beisteuerte. Mit der Jazzmusikerin Cettina Donato legte er 2021 das Album I Siciliani vor, auf der er als Sänger an die Lyrik des Schriftstellers Antonio Caldarella erinnert.

## Filmografie (Auswahl)
- 1987: Le gentilezza del tocco (& Drehbuch)
- 1989: Privatvorstellung (Visioni privati) (& Koregie, Drehbuch)
- 2004: Das Leben, das ich immer wollte (La vita che vorrei)
- 2007–2010: Boris (TV-Serie)
- 2008 L’ultimo padrino
- 2010: Passannante
- 2010: Was will ich mehr (Cosa voglio di più)
- 2011: Boris – Il film
- 2012: Was du nicht sagst (Come non detto)
- 2015: Das Land der Heiligen (La terra dei santi)
- 2016: Der Vollposten (Quo vado?)
- 2018: Il vegetale
- 2024: Reich um jeden Preis (Ricchi a tutti i costi)